# Grant Allen
Charles Grant Blairfindie Allen (* 24. Februar 1848 bei Alwington nahe Kingston, Ontario, Kanada; † 25. Oktober 1899 in Hindhead, Surrey, UK) war ein kanadisch-britischer Schriftsteller.

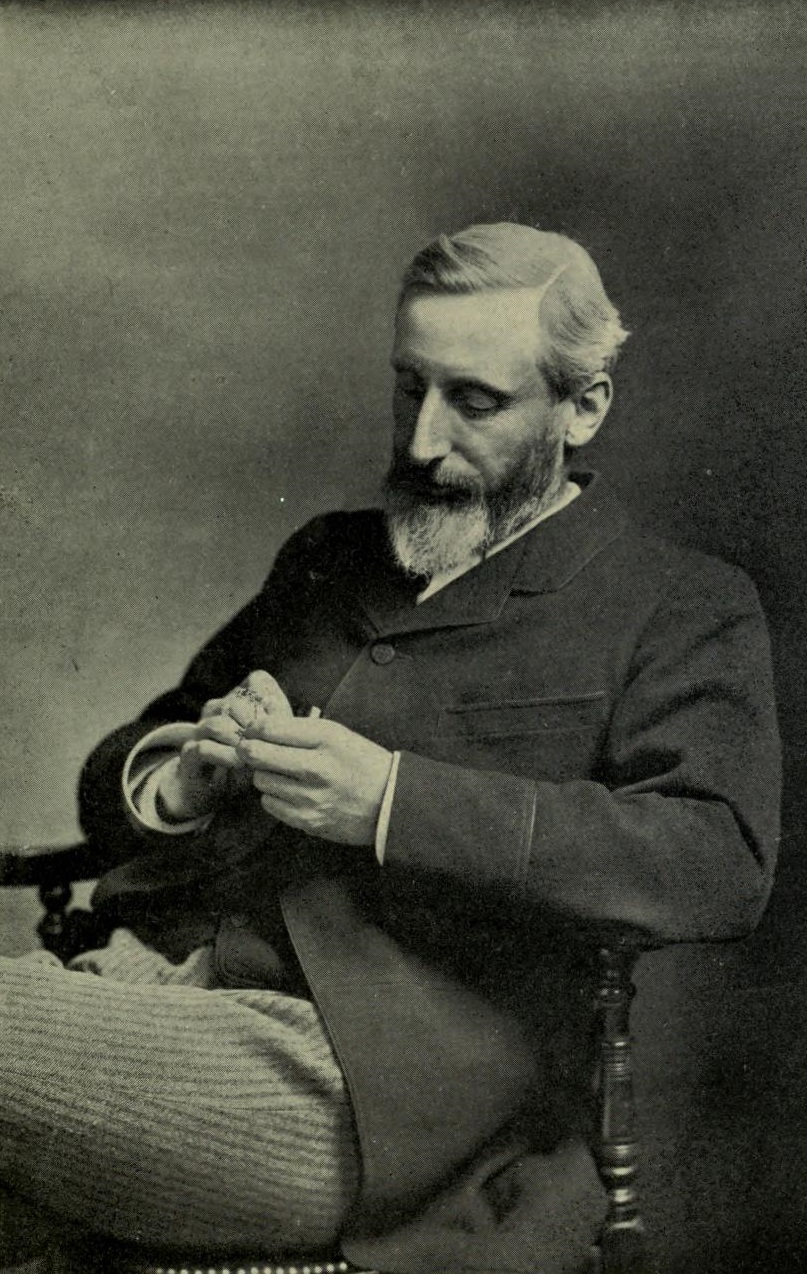
Grant Allen

## Leben
Allen schuf ab 1876 ein sehr vielfältiges Werk. Es umfasst Gedichte, Essays, populärwissenschaftliche Beiträge, Schriften über Botanik und Theologie sowie Romane, darunter auch Werke mit kriminalistischem Einschlag.
Als Sohn eines irischen protestantischen Geistlichen und bemerkenswerten Gelehrten ist er irischer und frankokanadischer Abstammung. Er wurde teils in Amerika, teils in Frankreich erzogen. Da er ein Stipendium gewann, studierte er klassische Sprachen am Merton College in Oxford. Die Universitätskarriere war schwierig. Zum einen hatte er eine kranke Frau, zum anderen verfügte er nur über geringe Finanzen. Er graduierte 1871 „mit Ehren“.
Als Professor für Philosophie lehrte er ab 1873 Ethik, Latein und Griechisch am Queen’s College, einer neu gegründeten Bildungseinrichtung für Schwarze in Spanish Town, Jamaika. Aus Mangel an Studenten wurde diese jedoch bald wieder aufgelöst und Allen kehrte 1876 nach England zurück, um künftig vom Schreiben zu leben.
Grant Allen war ein Freund und Nachbar von Arthur Conan Doyle, dem Schöpfer von Sherlock Holmes.

## Werke
- Physiological Æsthetics (1877)
- Philistia (1884)
- Strange Stories (1884)
- Babylon (1885)
- Flowers and Their Pedigrees (1886)
- The Devil’s Die (1888)
- The White Man’s Foot (1888)
- The Jaws of Death (1889)
- The Great Taboo (1891)
- The British Barbarians (1895)
- The Desire of the Eyes (1895)
- The Woman Who Did (1895)
- An African Millionaire (1897)
- The Evolution of the Idea of God (1897)
- Miss Cayley’s Adventures (1899)
  - Übers. Zosa Höcker: Miß Cayleys’ Abenteuer. Roman. Enßlin & Laiblin, Reutlingen 1925
- Twelve Tales: With a Headpiece, a Tailpiece, and a Intermezzo (1899)
- Hilda Wade (1900)
- The Backslider (1901)
- Colour Sense
- Evolutionist at Large
- Colin Clout’s Calendar
- Story of the Plants
- In All Shades
- Paris